# Doodle God
Doodle God es un videojuego de lógica para iOS presentado el 11 de junio de 2010, y luego presentado como un juego flash. La versión 1.1 fue presentada el 27 de junio de 2010.
El juego Doodle God es marca registrada de Anton Rybakov.

## Jugabilidad
Tomando el papel de Doodle God, el jugador debe combinar entre sí los elementos disponibles, para crear nuevos elementos que poder combinar luego. Las combinaciones pueden ser tanto físicas (como la combinación de agua y lava para obtener vapor de agua y piedra) como metafóricas (como la combinación de agua y fuego para obtener alcohol). El juego empieza con solo los 4 elementos clásicos y en su primer capítulo se basa en el descubrimiento de 115 elementos a través de 14 categorías. Si el jugador se atasca, una pista está disponible cada pocos minutos.
El 27 de junio de 2010 salió el segundo capítulo, que aumentaba el contenido a 140 elementos y 15 categorías (25 elementos más).
En agosto de 2010 salió a la luz el tercer capítulo, en el que las posibilidades de juego se aumentaron a 196 elementos y 21 categorías (56 elementos más que en el cap. 2). En esta tercera entrega se eliminan algunos de los elementos y categorías creadas en los capítulos anteriores (el computo de 196 tiene en cuenta estas eliminaciones).
El cuarto episodio, lanzado en octubre de 2010, lleva el número total de elementos a 248 mediante la introducción del elemento "magia". Todas las combinaciones son de un tema fantástico, como por ejemplo El Señor de los Anillos, Dungeons & Dragons y World of Warcraft.
La interfaz de usuario está diseñada con los usuarios de pantallas táctiles en mente: los elementos se seleccionan tocando la pantalla, y se combinan arrastrando un elemento hacia otro o pulsando en los dos elementos.
Una vez que el jugador consigue pasarse el capítulo uno, el juego avisa con un mensaje escrito en la pantalla anunciando futuras expansiones.
- Datos: Q5296988